# Shining Force CD
Shining Force CD è un remake del 1994 dei videogiochi di ruolo per Game Gear Shining Force Gaiden e Shining Force Gaiden II per Sega Mega CD. Il gioco è suddiviso in quattro libri che possono essere giocati sequenzialmente o separatamente. I primi due libri sono un adattamento dei due giochi originali per Game Gear. Gli altri due libri invece sono uno scenario inedito di questo titolo.